# Riserva naturale guidata Gole del Sagittario
La riserva naturale guidata Gole del Sagittario è un'area naturale protetta situata nel comune di Anversa degli Abruzzi, in provincia dell'Aquila. Istituita nel 1997 e comprende la parte bassa della valle percorsa dal fiume Sagittario, che si estende da Villalago a Cocullo in provincia dell'Aquila, formando le omonime Gole del Sagittario: l'area delle gole inizia dalla diga di San Domenico, nei pressi della quale sorge l'eremo di San Domenico, nei pressi di Villalago. In essa trovano rifugio molti animali selvatici dai lupi ai falchi, dai moscardini (piccoli ghiri color nocciola) ai gufi all'orso marsicano. All'interno della riserva si trovano un importante giardino botanico, un museo, un'area pic-nic e dei sentieri, mentre nelle vicinanze è posta anche la Riserva naturale guidata Monte Genzana e Alto Gizio.

## Ambiente

### Flora

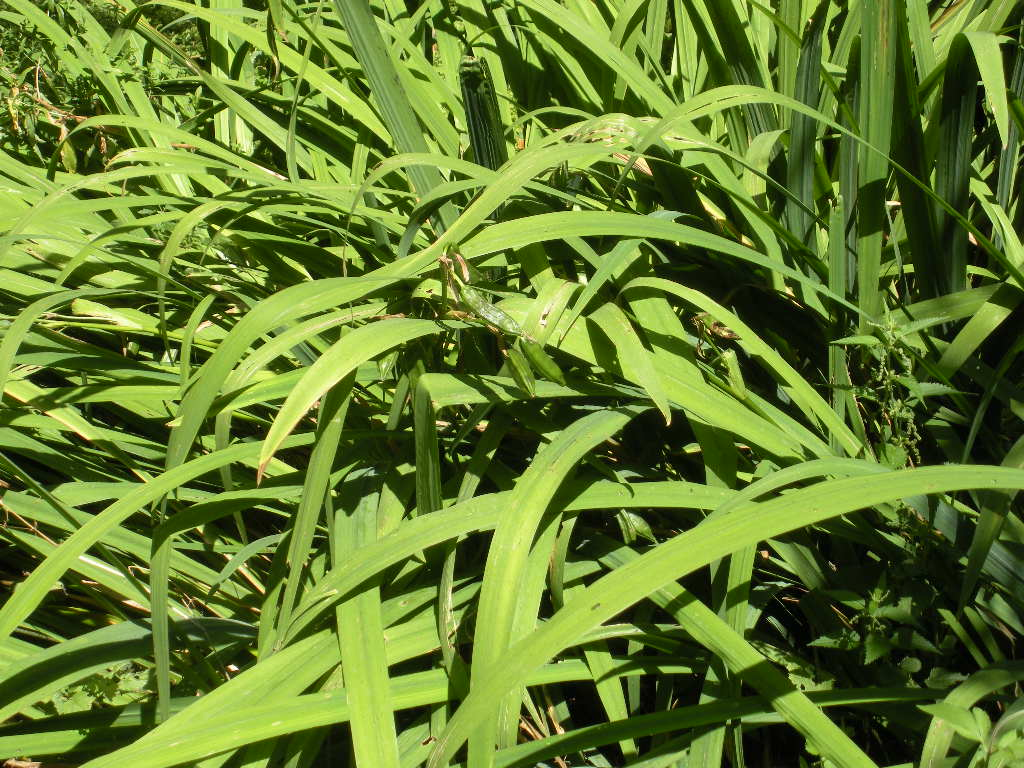
Giaggiolo acquatico

La varietà ambientale e le peculiarità geografiche del territorio della Riserva hanno consentito lo sviluppo di specie floristiche interessanti per ricchezza e varietà. La specie dal pregio maggiore è il fiordaliso del Sagittario, esclusiva di queste zone in cui fu scoperta non molti decenni or sono dal botanico Anzalone. Si rinvengono inoltre la Campanula cavolinii, endemica dell'Abruzzo e la rara Ephedra dei Nebrodi. Sui prati vegetano l'erba vescicaria, l'asfodelo giallo, la minuartia; nelle zone più umide si trovano invece la calta palustre, la filipendula ulmaria ed il giaggiolo acquatico.
Le specie in questione sono riconosciute come specie di interesse conservazionistico; per tale ragione sono tutelate a livello tecnico e legislativo, al fine di evitare il pericolo di estinzione.

### Fauna

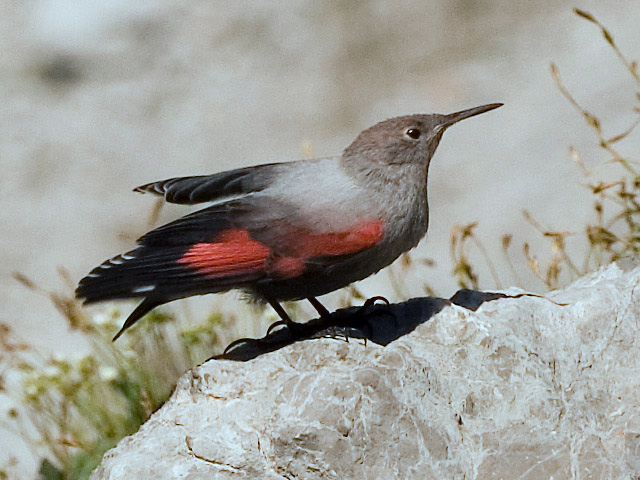
Picchio muraiolo

La fauna appenninica è rappresentata in toto nell'area delle Gole del Sagittario, (fa eccezione soltanto il camoscio); ciò vale sia per le specie di mammiferi che per quanto riguarda gli uccelli. Non è difficile osservare l'aquila reale o il falco pellegrino; numerosi sono pure i gracchi corallini e le rondini montane; queste ultime sono solite edificare i loro nidi anche all'interno delle gallerie stradali.
Il panorama dell'avifauna della Riserva è completato dalla coturnice, dal codirossone, dal passero solitario e dai notevoli per rarità e bellezza picchio dorsobianco e picchio muraiolo; quest'ultima specie rappresenta simbolicamente la Riserva. Nei pressi delle Sorgenti del Cavuto è possibile reperire le nidificazioni del merlo acquaiolo e della ballerina gialla. Nelle acque sorgive è presente la sempre più rara trota appenninica.
L'istituzione della Riserva permette la tutela di importanti specie di mammiferi quali l'orso marsicano, il lupo, il cervo ed il capriolo. Importante ed endemica è la presenza della lepre italica.

## Accessibilità
- In auto: la Riserva è raggiungibile in automobile uscendo al casello di Cocullo dell'autostrada Roma-Pescara A25 e proseguendo fino al paese di Anversa degli Abruzzi
- In autobus: coi mezzi dell'ARPA, partenze da Sulmona e partenze da Roma per Sulmona e Scanno.
- In treno: da Roma Tiburtina a Sulmona